# Олтянка (Телеорман)
Олтянка (рум. Olteanca) — село у повіті Телеорман в Румунії. Входить до складу комуни Сегарча-Вале.
Село розташоване на відстані 123 км на південний захід від Бухареста, 45 км на захід від Александрії, 95 км на південний схід від Крайови.

## Населення
За даними перепису населення 2002 року у селі проживали 1125 осіб, усі — румуни. Усі жителі села рідною мовою назвали румунську.